# فينتر ميلر
فينتر ميلر (بالإنجليزية: Winter Miller)‏ هي صحفية أمريكية، ولدت في 1973.